# The End (Nico)
The End (sulla copertina dell'album il titolo risulta scritto THE END...) è il quarto album da solista di Nico, che diventerebbe il quinto considerando anche il primo dei The Velvet Underground (The Velvet Underground & Nico). Fu pubblicato nel 1974 dall'etichetta Island Records.

## Il disco
Le canzoni dell'album, interpretate da Nico, sono state composte dalla stessa Nico, tutte tranne le ultime due. La traccia n. 7 è una cover di The End dei Doors. La traccia n. 8 è Das Lied Der Deutschen, l'inno nazionale tedesco, qui eseguito con un arrangiamento della stessa Nico (il testo è di   Hoffmann von Fallersleben mentre la musica è di Franz Joseph Haydn, non accreditato nell'album; Haydn aveva utilizzato la medesima melodia, oltre che nell'inno, anche nel suo Quartetto per archi in do maggiore op. 76 n. 3).
Il testo di You forgot to answer si riferisce all'ultima volta che Nico vide Jim Morrison.
Nei suoi concerti successivi all'uscita dell'album, Nico dedicò l'esecuzione di Das Lied Der Deutschen al terrorista Andreas Baader; in seguito l'artista spiegò che tale performance era da intendersi nello stesso spirito della celebre esecuzione dell'inno nazionale americano da parte di Jimi Hendrix al Festival di Woodstock del 1969.
Fra i musicisti che collaborarono alla registrazione dell'album figurano Phil Manzanera, Brian Eno e John Cale, che ne fu anche il produttore.
La foto di copertina è tratta da un fotogramma del film Les hautes solitudes di Philippe Garrel, ove Nico apparve come attrice.

## Tracce
- Tutti i brani sono composti da Nico, tranne dove diversamente indicato.

### Lato A
1. It Has Not Taken Long - 4:11
2. Secret Side – 4:08
3. You Forget To Answer – 5:07
4. Innocent And Vain - 3:51
5. Valley Of The Kings - 3:57

### Lato B
1. We've Got The Gold - 7:22
2. The End (The Doors) - 9:36
3. Das Lied Der Deutschen (August Heinrich Hoffman von Fallersleben, Trad. Ar.. Nico) - 5:28

## Discografia
Nico, The End, CD Island Masters IMCD 174 / 518 892-2

## Musicisti
- Nico - voce, armonium
- Phil Manzanera - chitarra elettrica
- Brian Eno - sintetizzatore
- John Cale - pianoforte, basso, xilofono, chitarra acustica, sintetizzatore, glockenspiel, organo e altri strumenti a percussione
- Vicki Woo, Annagh Wood - voce